# Edward Moss
Edward Moss (Los Angeles, Califòrnia, 11 de juliol del 1977) és un imitador de Michael Jackson, actor còmic i ballarí nord-americà. Solia ser un empleat de McDonald's a principis dels anys noranta, on els seus companys de feina no paraven de dir-li que s'assemblava al cantant pop Michael Jackson; així que Moss va participar en un concurs de talent de l'empresa i va guanyar, i després, amb el pas del temps, va decidir ser Jackson per guanyar-se la vida.